# مايرون ديفيس
مايرون ديفيس (بالإنجليزية: Myron Davis)‏ هو مصور أخبار وصحفي أمريكي، ولد في 3 يوليو 1919، وتوفي في 17 أبريل 2010.